# American McGee's Alice
 (avril 2017).
Si vous disposez d'ouvrages ou d'articles de référence ou si vous connaissez des sites web de qualité traitant du thème abordé ici, merci de compléter l'article en donnant les références utiles à sa vérifiabilité et en les liant à la section « Notes et références ».
American McGee's Alice est un jeu d'action développé par Rogue Entertainment, édité par Electronic Arts, et du nom du concepteur de jeu vidéo American McGee. Il est sorti  le 6 octobre 2000 en jeu vidéo aux États-Unis et le 15 décembre 2000 en Europe.
American McGee's Alice utilise le moteur graphique de Quake 3, le id Tech 3. La jouabilité est proche de jeux comme Tomb Raider ou Prince of Persia : Les Sables du temps, mais l'ambiance est tout autre.
Le jeu est une suite, hallucinée et sanglante, des livres Les Aventures d'Alice au pays des merveilles et De l'autre côté du miroir de l'écrivain et poète anglais Lewis Carroll. L'ambiance, dans un style cauchemardesque laissant libre cours à l'imagination fertile des designers, est considérée comme l'un des points forts du jeu par certains joueurs. Les personnages, illustrés par Norman Felchle et Zach Hall, et les décors, contribuent à rendre une qualité artistique rare pour un jeu vidéo.
Une suite est sortie en juin 2011, toujours réalisée par American McGee via son studio Spicy Horse de Shanghai, ayant comme titre Alice : Retour au pays de la folie (Alice: Madness Returns).

## L'histoire
Le 4 novembre 1864, après la mort de ses parents dans un effroyable incendie, Alice se retrouve internée à l'Asile Rutledge (Rutledge Asylum), soignée durant dix années par un médecin détraqué du nom de Hieronymous Q.R. Wilson. Non seulement Alice souffre de la mort de ses parents, le docteur découvre également qu'elle connaît un monde fantastique venant de sa propre imagination de petite fille.
À la suite de son traumatisme, l'univers joyeux et tendre de l'enfant se retrouve transformé en un enfer sombre et chaotique, d'où la cruelle Reine de Cœur fait régner le cauchemar et l'horreur, dérangeant ainsi le déroulement mental d'Alice. Jusqu'à ce qu'un soir, le Lapin Blanc (créature de son univers fictif), vienne en aide à Alice en la faisant repartir dans son pays imaginaire.
Du village souterrain des gnomes jusqu'à la grise Vallée des Larmes, de la flore sauvage en passant par le Pays du Miroir et son jeu d'échecs ou encore l'immense et majestueux labyrinthe de la Reine, « le Pays des Merveilles » est dévasté jusqu'à la moelle.
Guidée par le cadavérique Chat du Cheshire au sourire aussi étrange qu'inquiétant et dotée d'un lot d'armes et de jouets démoniaques tous aussi dangereux les uns que les autres, Alice se doit alors de réparer son monde en se débarrassant de la monstrueuse et tyrannique Reine de Cœur, afin de sauver son monde et la vie de ses créatures… Sans oublier la sienne.

## Adaptation cinématographique
D'après un entretien du magazine Sci-Fi Wire, le réalisateur Wes Craven envisageait en 2001 d'adapter le jeu vidéo au cinéma, en images de synthèse. Le projet a été toutefois abandonné en 2003 car, aux dires de Wes Craven, aucun des scripts présentés au studio de production, Dimension Films, n'avait été accepté.
Plus tard, on apprend que le film pourrait finalement se tourner, le premier rôle serait joué par Sarah Michelle Gellar ou Maggie Grace. Le film serait réalisé par Marcus Nispel, l'homme derrière le remake de Massacre à la tronçonneuse.
Mais le producteur Scott Faye et sa coéquipière Julie Hickson n'ont pas accepté cette équipe et ont supprimé Nispel et Gellar du projet. Ils cherchent un autre casting. Scott Faye ajoute que le film est en redressement chez la FOX et que ses équipiers, les frères Josh et Eric Hoeber, ont écrit un scénario captivant respectant l'imagination décalée de Lewis Carroll ainsi que restant très fidèle au jeu vidéo. Néanmoins, il ajoute que l'histoire a encore besoin d'un peu de travail mais qu'il donnera toute la force et tous les moyens possibles à la réalisation de ce très attendu projet.
En 2013, le studio détenant les droits d'adaptation cinématographique du jeu a proposé à son créateur American McGee de récupérer les droits. McGee a alors mené une campagne Kickstarter dans ce but. Ainsi, en août 2013, McGee est devenu seul détenteur de ces droits. Dans l'immédiat, son projet est de produire des courts métrages basés sur le potentiel troisième jeu de la série, Alice: Otherlands. À terme, McGee souhaite produire un long-métrage adapté du premier jeu de la série.
Le 31 janvier 2022, le scénariste David Hayter, également connu pour être la voix originale de Solid Snake dans les jeux Metal Gear, signe pour écrire l'adaptation du jeu en série.